# Alarba
Alarba là một đô thị ở tỉnh Zaragoza, Aragon, Tây Ban Nha. Theo điều tra dân số 2004 của Viện thống kê Tây Ban Nha (INE), đô thị này có dân số là 143 người. Diện tích đô thị này là 19 ki-lô-mét vuông.